# 나이토 마사토요

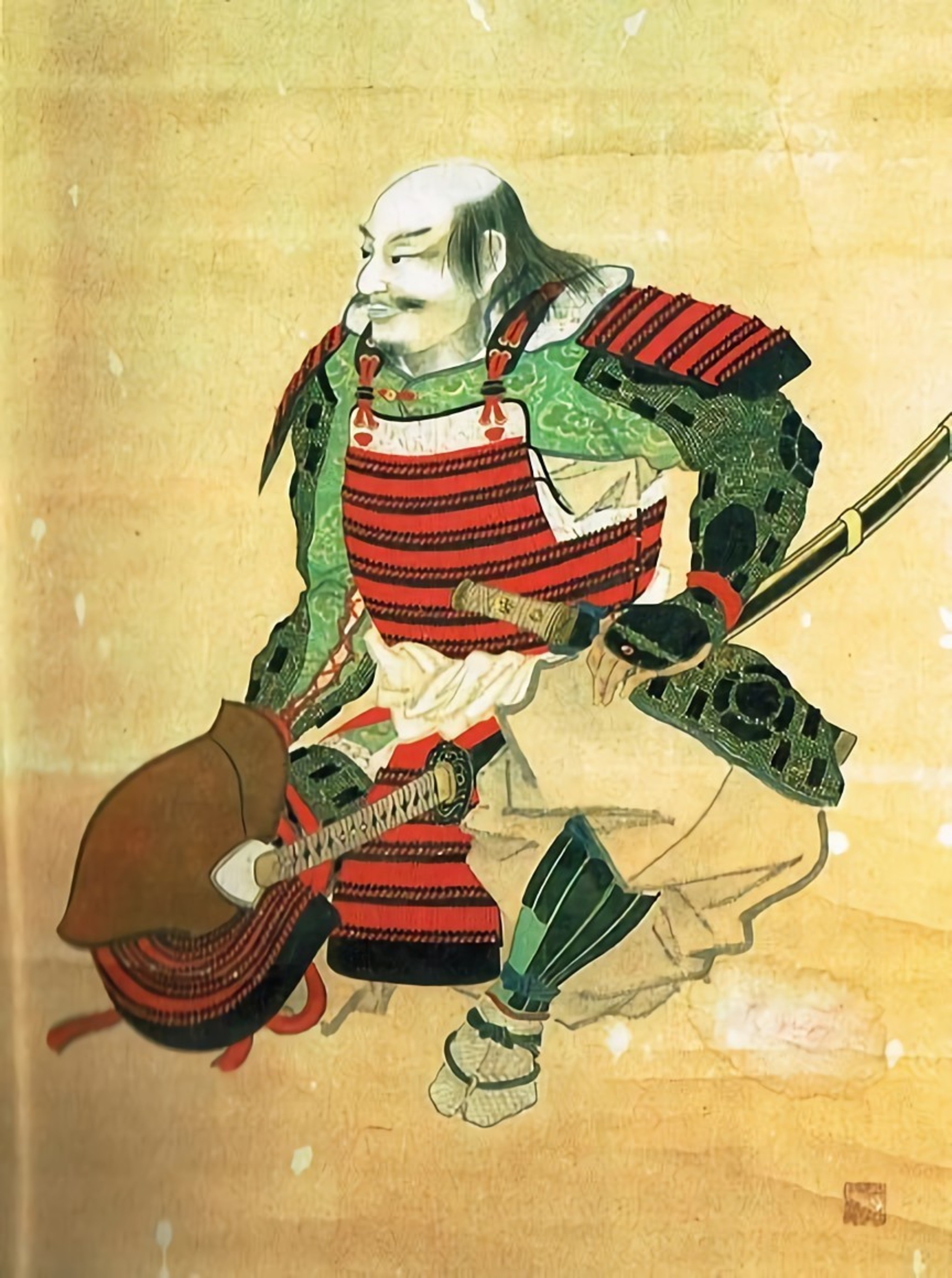

나이토 마사토요(内藤昌豊) 또는 나이토 마사히데(内藤政秀, 1522년 ~ 1575년 6월 29일)는 센고쿠 시대에 활동한 일본의 사무라이이다. 다케다 이십사장 중 한 명으로 알려져 있다. 마사토요는 다케다 노부토라의 가신의 장 도라토요 쿠도의 둘째 아들이다. 도라토요가 자살하면서 가족의 명운은 바닥으로 떨어졌다.